# Christoph Berner
Christoph Berner (* 1976 in Göttingen) ist ein deutscher evangelischer Theologe und Hochschullehrer.

## Leben
Nach dem Abitur 1995 am Ernestinum Celle leistete er den Zivildienst (1995–1996) auf der Pflegestation des zum Albert-Schweitzer-Familienwerk gehörigen Altenheims in Alt-Garge. Von 1996 bis 2002 studierte er evangelische Theologie, Judaistik und Altorientalistik in Göttingen. Von 1999 bis 2002 arbeitete er im DFG-Projekt über die Geniza-Fragmente des Traktats Avot de-Rabbi Natan (Hans-Jürgen Becker) mit. 2002 legte er das erste theologische Examen und begann seine Dissertation unter dem Arbeitstitel “Zwischen Historiographie und Theologie. Heptadische Geschichtsperiodisierungen im Antiken Judentum”. Von 2002 bis 2005 war er wissenschaftlicher Mitarbeiter im DFG-Projekt über die Handschriften des Traktats Avot de-Rabbi Natan (Hans-Jürgen Becker). Von 2004 bis 2006 war er Promotionsstipendiat der Studienstiftung des deutschen Volkes. Im Februar 2006 legte er das Rigorosum ab. Von April 2006 bis März 2011 war er wissenschaftlicher Assistent am alttestamentlichen Lehrstuhl von Hermann Spieckermann. Nach der Habilitation im Juni 2010 und Erlangung der venia legendi für Altes Testament. Von Oktober 2010 bis Juli 2012 vertrat er einen Lehrstuhl (Altes Testament und Antikes Judentum) an der Universität Osnabrück. Im Juni 2012 wurde er für den Hans Mühlenhoff-Preis für gute Lehre nominiert. Seit August 2012 war er Heisenberg-Stipendiat der DFG an der Georg-August-Universität Göttingen. Im Sommersemester 2013 lehrte er an der HU Berlin. Im Sommersemester 2014 vertrat er den Lehrstuhl (Altes Testament) an der HU Berlin (Bernd Schipper). Im Wintersemester 2014/2015 vertrat er den Lehrstuhl (Altes Testament) an der FAU Erlangen-Nürnberg (Jürgen van Oorschot). Von Oktober 2016 bis Juli 2017 vertrat den Lehrstuhl (Biblische Theologie) an der Georg-August-Universität Göttingen (Karin Schöpflin). Im Wintersemester 2017/2018 vertrat er den Lehrstuhl an der Hochschule für Jüdische Studien in Heidelberg (Hanna Liss). Im Sommersemester 2018 vertrat er den Lehrstuhl (Altes Testament) an der Universität Hamburg (Corinna Körting). Seit 2019 lehrt er als Professor für Theologie- und Literaturgeschichte des Alten Testaments und Biblisch-Orientalische Sprachen an der Christian-Albrechts-Universität zu Kiel.
Seine Forschungsschwerpunkte sind Ursprünge und Entwicklung der Exodustradition, Redaktionsgeschichte der erzählenden Bücher des Alten Testaments, Wechselbeziehungen zwischen gesetzlicher und erzählender Überlieferung, Geschichte und Literatur des Judentums in hellenistisch-römischer Zeit (Apokryphen und Pseudepigraphen des Alten Testaments / Qumran), Formen und Methoden der Schriftauslegung (inner- und außerbiblisch), Geschichtskonzeptionen im Alten Testament und im Antiken Judentum und hebräische Paläographie und Kodikologie.

## Publikationen (Auswahl)
- Jahre, Jahrwochen und Jubiläen. Heptadische Geschichtskonzeptionen im Antiken Judentum (= Beihefte zur Zeitschrift für die alttestamentliche Wissenschaft. Band 363). Berlin 2006, ISBN 3-11-019054-0.
- The Four (or Seven) Archangels in the Ethiopic Book of Enoch and Early Jewish Writings of the Second Temple Period. In: Friedrich Vinzenz Reiterer (Hrsg.): Angels. The concept of celestial beings – origins, development and reception (= Deuterocanonical and cognate literature yearbook). Berlin u. a. 2007, S. 395–411.
- Die Exoduserzählung. Das literarische Werden einer Ursprungslegende Israels (= Forschungen zum Alten Testament. Band 73). Tübingen 2010, ISBN 978-3-16-150542-3.
- Der ferne Gott als Richter? Zur theologischen Deutung weltlicher Ungerechtigkeit im Koheletbuch. In: Zeitschrift für Theologie und Kirche. Band 103, 2011, S. 253–269.
- Die eherne Schlange: Zum literarischen Ursprung eines ‚mosaischen‘ Artefakts. In: Zeitschrift für die alttestamentliche Wissenschaft. Band 124, 2012, S. 341–355.
- „The Hearts of Men are Full of Evil and Insanity is in their Hearts throughout their Lives, and after that they go to the Dead“ (Eccl 9:3). Human Wickedness, Suffering and Death in the Book of Qohelet. In: Beate Ego, Ulrike Mittmann (Hrsg.): Evil and death. Conceptions of the human in Biblical, Early Jewish, Greco-Roman and Egyptian Literature (= Deuterocanonical and cognate literature yearbook). Berlin/Boston 2017, S. 57–73.
- mit Harald Samuel (Hrsg.): Book-seams in the Hexateuch. The literary transitions between the books of Genesis/Exodus and Joshua/Judges (= Forschungen zum Alten Testament. Band 120). Tübingen 2018.
- Moses vs. Aaron. The Clash of Prophetic and Priestly Concepts of Leadership in the Pentateuch. In: Katharina Pyschny, Sarah Schulz (Hrsg.): Debating authority. Concepts of leadership in the Pentateuch and the former prophets (= Beihefte zur Zeitschrift für die alttestamentliche Wissenschaft. Band 507). Berlin/Boston 2018, S. 31–44.
- mit Manuel Schäfer u. a. (Hrsg.): Clothing and Nudity in the Hebrew Bible. A Handbook. Edinburgh 2019.
- Die Gotteserscheinung am brennenden Dornbusch (Ex 3,1–6) als Testfall der Literarkritik. In: Biblische Notizen. Band 181, 2019, S. 25–46.
- Die Tempelbezüge in der zweiten Strophe des Meerlieds (Ex 15,13–18) und ihr kompositionsgeschichtlicher Horizont. In: Corinna Körting, Reinhard Gregor Kratz (Hrsg.): Fromme und Frevler. Studien zu Psalmen und Weisheit. Festschrift für Hermann Spieckermann zum 70. Geburtstag. Tübingen 2020, S. 201–209.